# 宜昌悬钩子
宜昌悬钩子（学名：Rubus ichangensis）为蔷薇科悬钩子属的植物，为中国的特有植物。分布于中国大陆的四川、甘肃、广西、广东、湖南、贵州、云南、湖北、安徽、陕西等地，生长于海拔2,500米的地区，见于山谷疏密林中、山坡或灌丛内，目前尚未由人工引种栽培。

## 别名
红五泡（四川）、黄藨子；黄泡子（中国树木分类学）